# Jaunay-Marigny
Jaunay-Marigny es una comuna nueva francesa situada en el departamento de Vienne, de la región de Nueva Aquitania.

## Historia
Fue creada el 1 de enero de 2017, en aplicación de una resolución del prefecto de Vienne de 19 de julio de 2016 con la unión de las comunas de Jaunay-Clan y Marigny-Brizay, pasando a estar el ayuntamiento en la antigua comuna de Jaunay-Clan.

## Demografía
| Gráfica de evolución demográfica de Jaunay-Marigny entre 1800 y 2013 |
|                                                                      |

Los datos entre 1800 y 2013 son el resultado de sumar los parciales de las dos comunas que forman la nueva comuna de Jaunay-Marigny, cuyos datos se han cogido de 1800 a 1999, para las comunas de Jaunay-Clan y Marigny-Brizay de la página francesa EHESS/Cassini. Los demás datos se han cogido de la página del INSEE.

## Composición
| Comuna delegada | Código INSEE | Población (2013) | Superficie (km²) | Densidad (hab./km²) |
| --------------- | ------------ | ---------------- | ---------------- | ------------------- |
| Jaunay-Clan     | 86115        | 5952             | 27.48            | 217                 |
| Marigny-Brizay  | 86146        | 1281             | 20.81            | 62                  |